# Załucze Dolne
Załucze Dolne (ukr. Долішнє Залуччя) – wieś na Ukrainie, w obwodzie iwanofrankiwskim, w rejonie śniatyńskim.

## Historia
W II Rzeczypospolitej stacjonowała tu Placówka Straży Celnej „Załucze Dolne”.